# Juliet Simms
 (juillet 2013).
Juliet Nicole Biersack, née Juliet Nicole Simms, le 26 février 1986, était la chanteuse du groupe de rock américain Automatic Loveletter, avant de se lancer dans une carrière solo.
Elle a également participé à l'émission The Voice en 2012, qu'elle termine à la seconde place.

## Biographie
Juliet Simms est connue pour être une chanteuse américaine et une ex membre du célèbre groupe de musique, le Automatic Loveletter. Son vrai nom est Juliet Nicole Simms. Elle est une chanteuse pop-rock qui dépeint l'image Emo dans la société.

### Jeunesse
Juliet Simms est née le 26 février 1986 à San Francisco (Californie, États-Unis d'Amérique) de parents américains et a grandi en Floride, aux États-Unis. C'est parce qu'elle et sa famille ont déménagé à Clearwater, en Floride, alors qu'elle avait 8 ans. La Floride est devenue l'endroit où elle a établi sa fondation pour sa carrière. Elle a appris des compétences comme jouer de la guitare avec son frère Tommy Simms en Floride et a également commencé à écrire des chansons à l'âge de 13 ans. Sa nationalité est américaine et son appartenance ethnique est nord-américaine.

### Expérience de carrière
Sa carrière professionnelle a commencé à partir de son groupe musical, Automatic Loveletter. Le groupe présente également son frère. Pour certaines raisons, le groupe s'est séparé après une décennie, laissant Simms seule pour faire face à sa carrière musicale. Elle a ensuite signé à l'Umbrella Records à West Hollywood, en Californie, aux États-Unis. Sa tournée a été assistée par le groupe Spineshank qui a été nommé pour Grammys. MTV a été ajouté à sa carrière musicale après cette date. Elle a fait l'expérience de la compétition de musique télévisuelle, la Voix qui l'a amenée à une renommée suffisante pour concourir uniquement pour la musique. Elle était la première finaliste dans le spectacle. La Voix lui a donné assez d'identité pour être ensuite signée par le Cee Lo Green. Elle a sorti sa chanson étant un seul chanteur, Wild Child. La vidéo de musique a également été faite pour le chant. Son premier album devait sortir bientôt, mais elle a quitté le label en 2013. Plus tard, elle a participé à la tournée américaine avec la Veronica Ballestrini et Secondhand Serenade. Ses prochains singles étaient 'All or Nothing' et 'From the Grave'. 
Elle est en couple, depuis 2011, avec le chanteur et fondateur du groupe Black Veil Brides, Andy Biersack. Ils se sont mariés le 16 avril 2016.
En Octobre 2016, elle a été arrêtée par le FBI à la suite d'un incident survenu pendant un vol, ayant consommé une petite quantité d'alcool et dû à l'altitude, elle s'est retrouvée désorientée et a commencé à malmener son mari. À la suite de cet incident, elle a publiquement fait des excuses et à ainsi révélé que quelques jours auparavant, elle avait fait une fausse couche. 

## Discographie

### EP
- 2015 : All or nothing
- 2016 : From the grave

### Single
| Année | Single       | Classement | Ventes | Album |
| Année | Single       | US         | Ventes | Album |
| ----- | ------------ | ---------- | ------ | ----- |
| 2012  | "Wild Child" | -          |        | TBA   |

### Avec Automatic Loveletter
- 2007 : Recover (EP)
- 2010 : Truth or dare
- 2011 : The kids will take their monsters on

### Comme vocaliste
- LoveHateHero – Just Breathe (2005, vocals on "Theatre of Robots")
- Cartel – Cartel (2007, vocals on "Lose It")
- All Time Low – So Wrong, It's Right (2007, vocals on "Remembering Sunday")
- 3OH!3 – Careless Whisper (2008, vocals, with Alex Gaskarth of All Time Low)
- Secondhand Serenade – A Twist in My Story (2009, vocals on "Fix You")
- Secondhand Serenade – Hear Me Now (2010, vocals on "Hear Me Now")
- Every Avenue – Punk Goes Classic Rock (2010, vocals on "Take Me Home Tonight", Eddie Money cover)
- Tommy Simms – Then The Archers Bowed And Broke Their Bows  (2011, vocals on "Here In The Horse's Heart")
- Black Veil Brides – Wretched and Divine: The Story of the Wild Ones (2013, vocals on "Lost It All")
- Simple Plan – "Taking One for the Team" (2016, vocals on "I Dream about You")

### Autres
| Année | Single                           | Classement | Ventes       | Album                           |
| Année | Single                           | US         | Ventes       | Album                           |
| ----- | -------------------------------- | ---------- | ------------ | ------------------------------- |
| 2012  | "Roxanne"                        | 86         | - US: 45,000 | Non-album releases by The Voice |
| 2012  | "It's a Man's Man's Man's World" | 70         | - US: 67,000 | Non-album releases by The Voice |
| 2012  | "Free Bird"                      | 101        | - US: 40,000 | Non-album releases by The Voice |